# Zooarcheologie

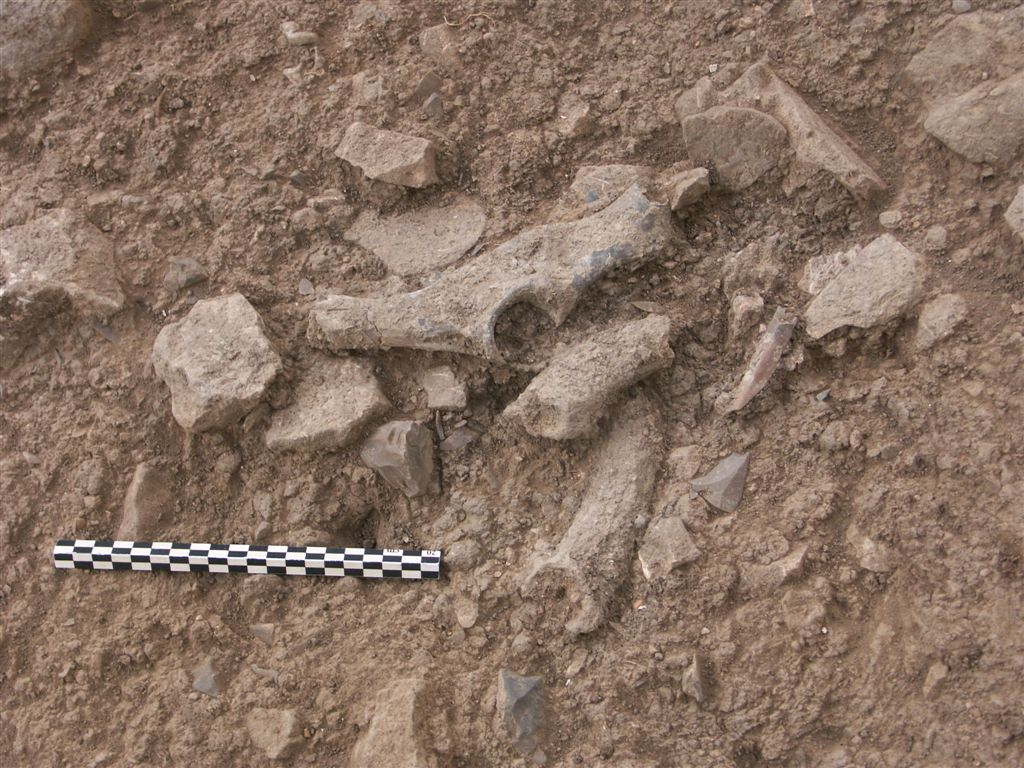
Kosti velkých savců na archeologické lokalitě

Zooarcheologie nebo též archeozoologie (termín pochází z řeckých slov: zóon =„tvor, živočich“, archaios =„starobylý“ a lógos =„řeč, nauka“) je interdisciplinárním oborem, který stojí na pomezí archeologie a zoologie. Zabývá se studiem nálezů živočišných pozůstatků na archeologických lokalitách a jejich vztahem k člověku. Cílem je porozumění vztahu člověka a okolního prostředí, především pak vzájemné ovlivňování mezi člověkem a živočichy.
Spoleĉně s archeobotanikou a geoarcheologií tvoří základ environmentální archeologie, která pomáhá vytvářet komplexnější představy o interakci člověka a životního prostředí v minulosti. Archeobotaniku a zooarcheologii je pak možné společně označit termínem bioarcheologie.

## Historie
Ostatky živočichů, zejména kosti savců a schránky měkkýšů byly hojně nacházeny již při nejstarších archeologických výzkumech, zpočátku však často nebyly vnímány jako archeologické nálezy. První systematickou práci o archeologicky získaných zvířecích kostech představují výsledky studia tzv. crannog - uměle vybudovaných ostrovů na jezerech v Irsku - z roku 1862, které publikoval William Wilde.
Během 20. století se i zvířecí kosti postupně stávají předmětem odborných studií, často je však výsledkem jen stručný popis, určení rozměrů a druhu zvířete. V první polovině 20. století v Čechách vynikal Jaroslav Petrbok, který na archeologických lokalitách důsledně sbíral přírodovědný materiál, přičemž se zaobíral především měkkýši. V 2. polovině 20. století velké množství zvířecích kostí z archeologických výzkumů zpracoval Lubomír Peške, zatímco měkkýše v archeologických nálezech studoval Vojen Ložek.
K většímu propojení archeologie a přírodních věd pak došlo až v závěru 20. století, kdy vzrostl zájem o rekonstrukci minulého životního prostředí. Díky rozsáhlým interdisiplinárním projektům se zooarcheologie postupně stala uznávanou a svébytnou disciplínou. O širokou mezioborovou spolupráci v archeologii se zasadil především Američan německého původu, Karl W. Butzer, který se věnoval studiu vegetace, půdy, geologie a geomorfologie, ale i zaniklé fauně a klimatickým změnám v pleistocénu. Prosazoval velmi komplexní přístup s maximálním propojením archeologie a přírodních věd.

## Metody

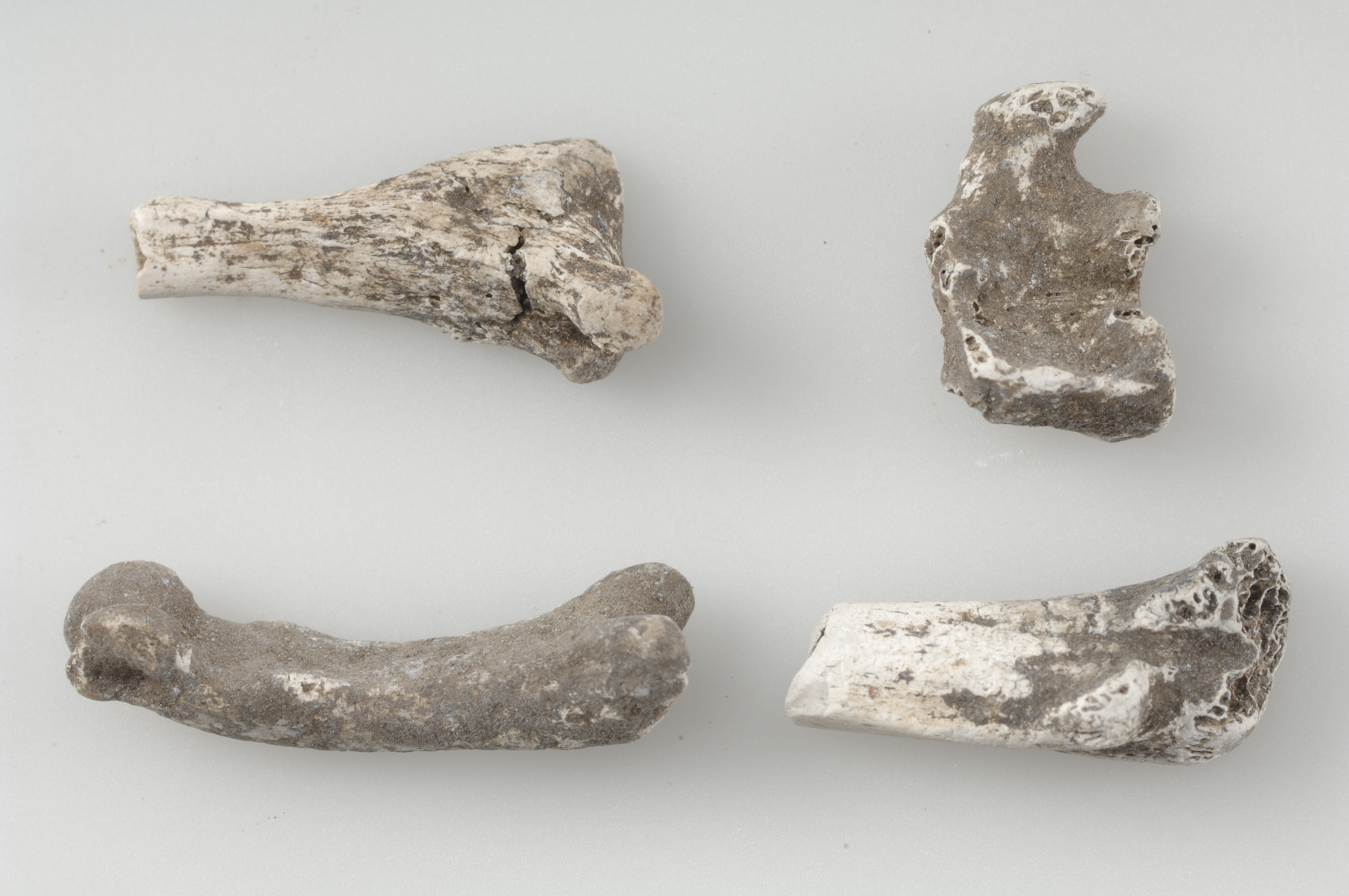
Spálené kosti kočky (Valsta, Švédsko)

Zooarcheologie zkoumá zejména kosti, méně často i jiné tkáně obratlovců (kůži, chlupy, ploutve, šupiny a podobně), ale také jejich DNA nebo obsah chemických prvků a izotopů v těchto tkáních (především v kostech a zubech). Z bezobratlých jsou nejčastěji získávány lastury a ulity měkkýšů.
Zooarcheologie využívá přístupy a poznatky mnoha přírodovědných i humanitních oborů. Mimo archeologii a zoologii se obrací například i ke studiu anatomie, taxonomie, genetiky, patologie, evoluční biologie, paleontologie, zoogeografie, ekologie, etologie, tafonomie, historie nebo etnografie.

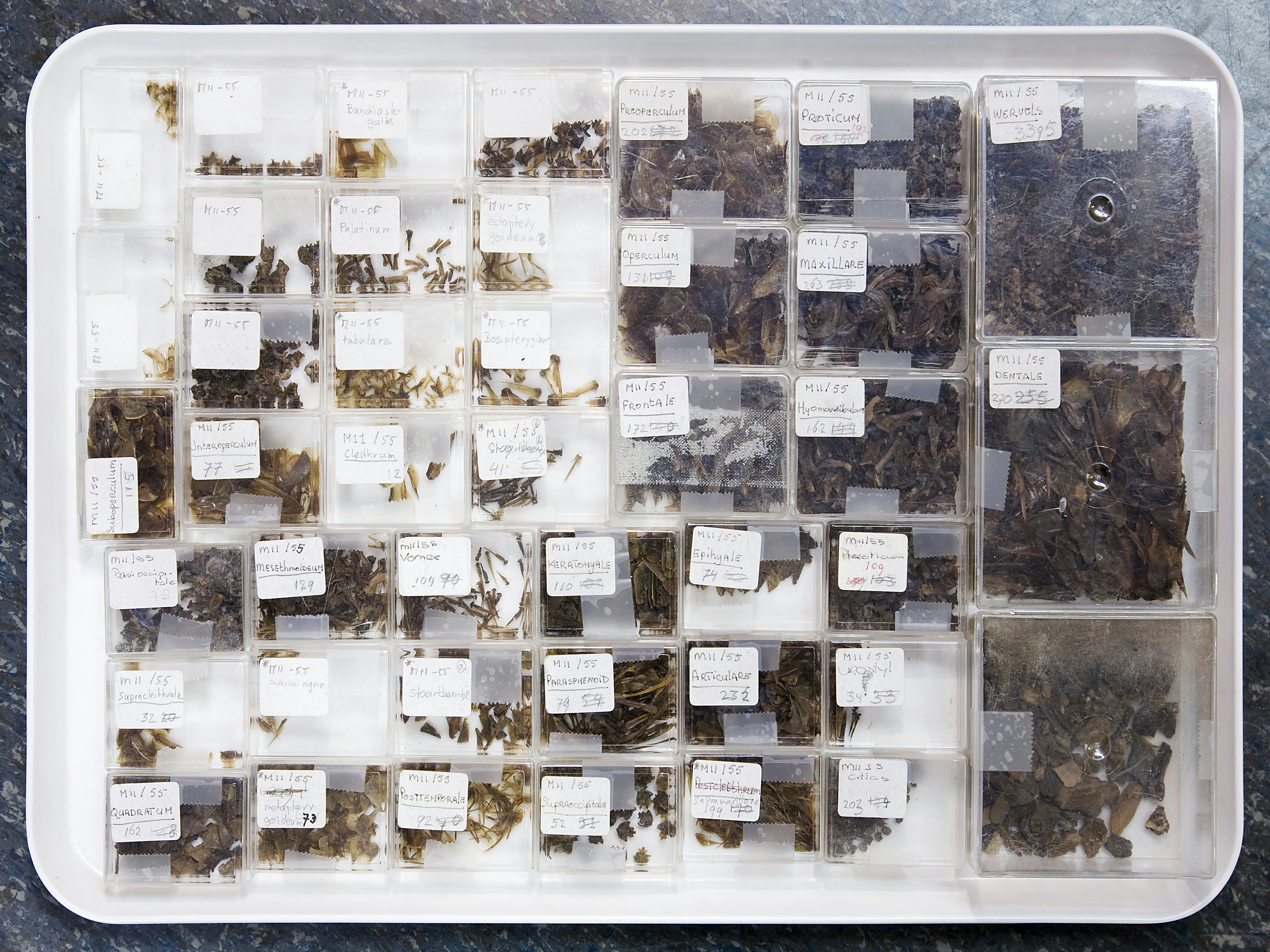
Srovnávací sbírka rybích kostí

Přináší informace o domestikaci, ekonomice a využívání živošišných zdrojů (maso, mléko, vlna, kosti...), výživě, sociálním postavení, rituálech i klimatu a vzhledu krajiny v minulosti. Z nálezů kuchyňských zbytků je možné zjistit, která zvířata byla chována nebo lovena, stopy poškození na kostech mohou například prozradit, jak probíhalo porcování masa.
Kromě informací o lidské minulosti lze ovšem získat množství údajů i o samotných zvířatech – studovat lze věkové složení stáda, pohlaví i velikost jedinců nebo změny ve stavbě těla vlivem domestikace. Patologické změny kostry mohou upozornit nejen na nemoci, ale také na využívání domestikovaných zvířat k práci.
Studium zooarchologie nepomáhá jen k porozumění životu v minulosti, ale má také významný přesah do současnosti. Díky zooarcheologickým poznatkům je možné předcházet problémům, spojeným především s ohroženými živočišnými druhy, kterým hrozí úplné vyhynutí.

### Analýza
Data, která je možné získat zooarcheologickou analýzou, lze rozdělit na primární a sekundární.
- Primární data jsou získávána přímo ze studia kostí nebo jiných živočišných tkání (např. druh zvířete, věk, pohlaví, stopy sekání, opálení)
- Sekundární data jsou výsledkem odvozování z primárních dat (např. poměr pohlaví ve stádě, věk zabitých zvířat)

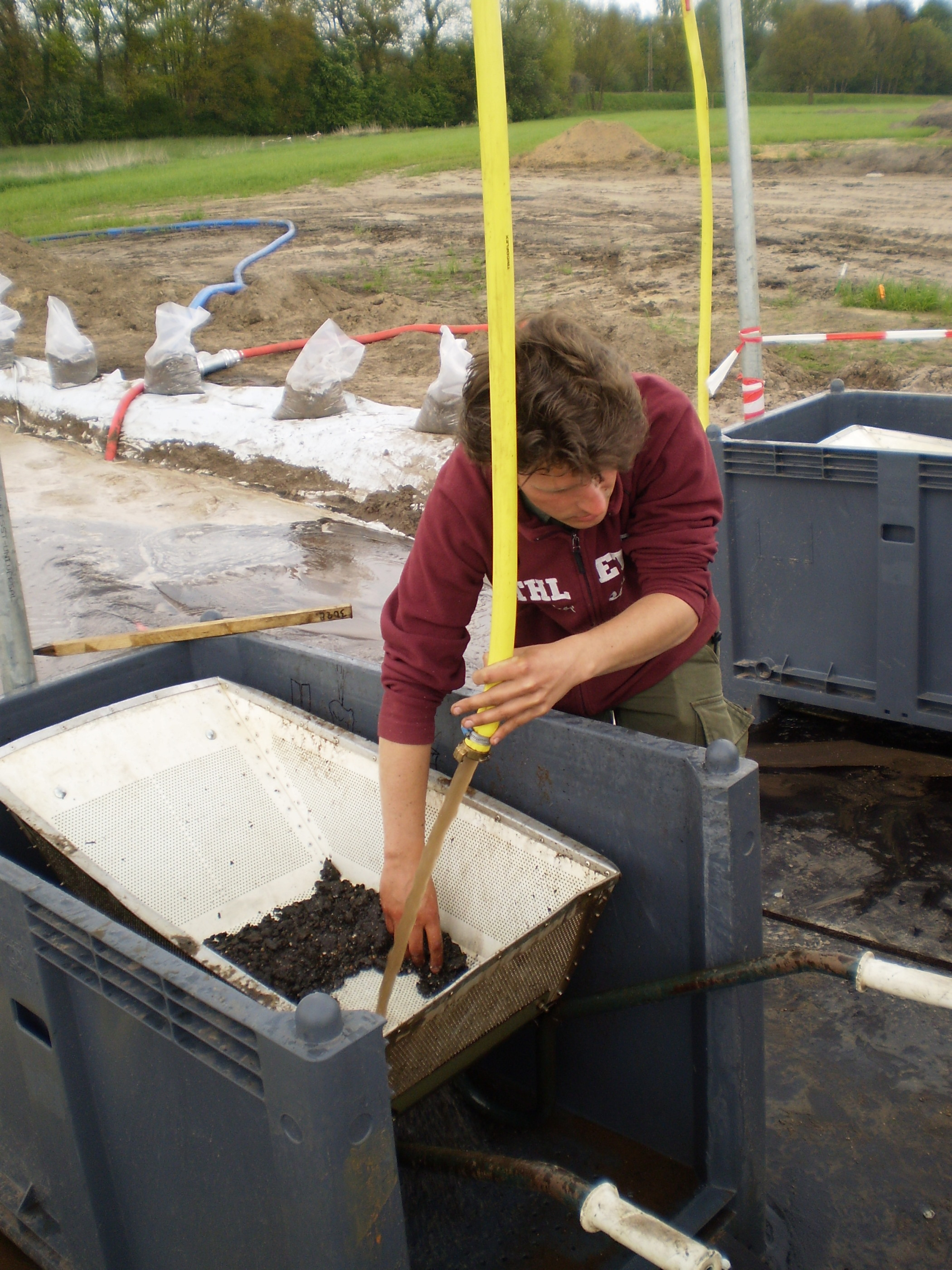
Plavení hlíny na archeologickém výzkumu

Zooarcheologický výzkum začíná vyzvednutím kostí nebo jiných živočišných tkání na archeologické lokalitě. Při snaze o zachycení ostatků drobných živočichů – žáby, ryby, hlodavci – se využívá prosívání nebo plavení vytěženého materiálu (hlíny).
Následuje sběr primárních dat. Na nálezech se určují:
- druh zvířete
- anatomické určení kosti
- věk a pohlaví jedince
- rozměry kostí
- patologické změny na kostech
- projevy tafonomických procesů

Pro další kroky je významné studium tafonomie, které sleduje, jakým způsobem došlo k uložení nálezů na lokalitě a jaké procesy ovlivnily jejich dochování. Například kyselá půda narušuje a rozpouští kosti, takže může způsobit, že jsou nalézány pouze masivní kosti velkých zvířat, zatímco chybí drobné kosti hlodavců nebo ryb. Špatné pochopení situace by tak mohlo vést například k závěru, že lidé na lokalitě nekonzumovali ryby, protože nebyly nalezeny jejich kosti. Stopy okousání na kostech zase mohou prokázat, že nahromadění nálezů v jeskyni nezpůsobili pravěcí lovci, ale šelmy.
Po získání primárních dat jsou z většího celku odvozovaná data sekundární. Patří mezi ně například odhad celkové velikosti zvířat, věkové složení stáda, poměr pohlaví ve skupině zvířat, zastoupení živočišných druhů nebo minimální počty jedinců na lokalitě.
Na základě primárních i sekundárních dat jsou následně vytvářeny interpretace, jejichž cílem je poznat subsistenční strategie minulých populací (jaká zvířata jedli, jak velké procento tvořila konzumace konkrétního druhu, jakým způsobem potravu získávali), přispět k poznání procesu domestikace, hospodaření se zdroji a podobně.

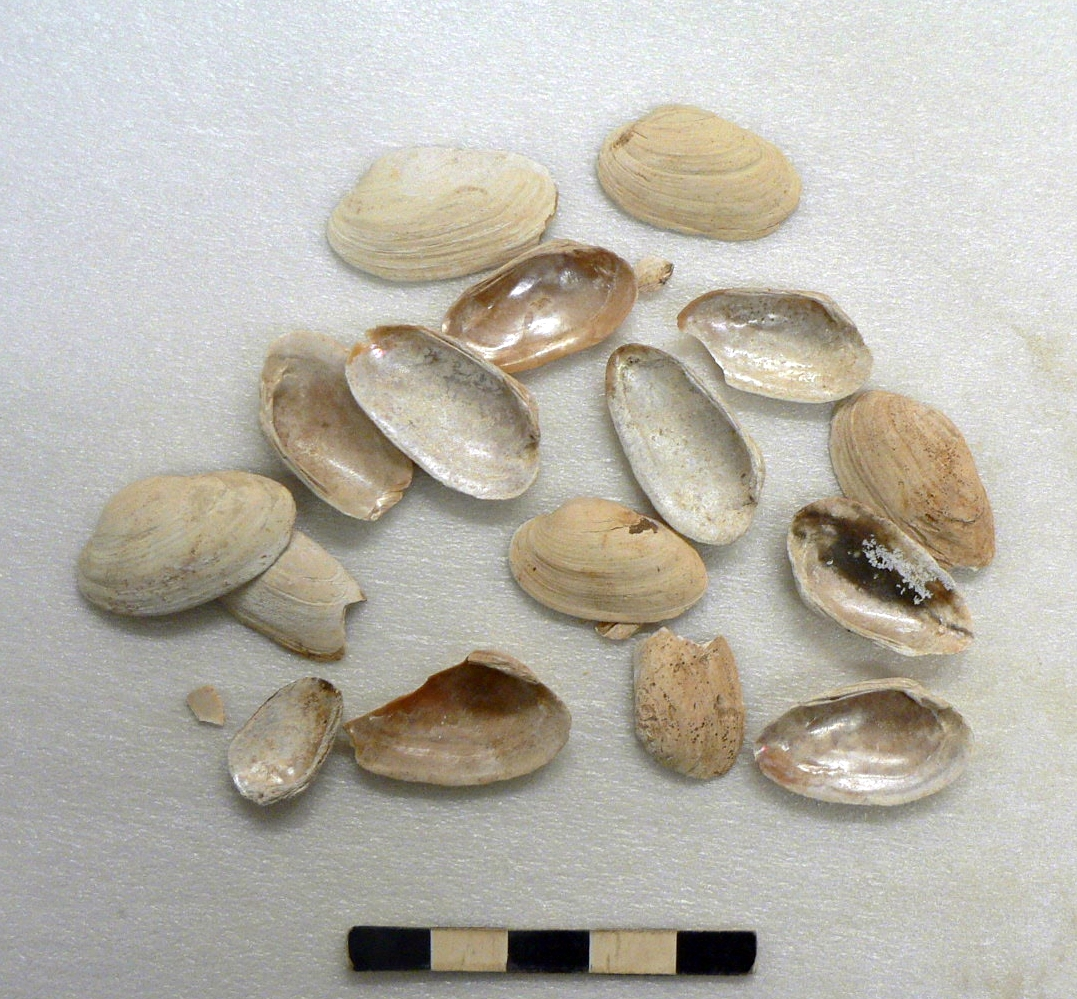
Paleolitické lastury z Nilu

### Bezobratlí
Kromě běžně nalézaných kostí obratlovců jsou nejčastěji předmětem zooarcheologických výzkumů schránky měkkýšů. Jejich studium přispívá především k poznání lokálních přírodních podmínek. Měkkýši jsou velmi citliví na klima, vlhkost i charakter vegetace a jsou vázaní na konkrétní ekosystém. Proto i malé množství nálezů postačí k vytvoření poměrně přesné představy o charakteru přírodního prostředí v minulosti. Protože ale měkkýši během svého života využívají jen velmi malý prostor, je zmíněná rekonstrukce prostředí jen lokální a bez porovnání s jinými nálezy nemůže vypovídat o větší oblasti.
Na základě studia měkkýšů lze ale sledovat i společenské vztahy minulých populací, protože lastury a ulity často sloužily jako ozdoby a stávaly se také předmětem obchodu a přepravy na větší vzdálenosti.
Méně často jsou zkoumány chitinové zbytky hmyzu nebo mikrofosilie, které také mohou nést cenné informace o klimatu a přírodním prostředí.
Jako specifický hraniční obor může být vnímána archeoparazitologie, která zjišťuje přítomnost parazitů v archeologickém materiálu. Jejich studium odhaluje informace o lidském stravování, způsobu bydlení, hygieně, lékařské péči a podobně. Archeoparazitologický materiál je získáván z výplní studní, jímek či hrobů nebo z koprolitů, případně z mumifikovaných těl.